# Philipp Lothar Mayring
Philipp Lothar Mayring (né le 19 septembre 1879 à Wurtzbourg, mort le 6 juillet 1948 à Leipzig) est un scénariste, réalisateur et acteur allemand.

## Biographie
Mayring a l'abitur au Wilhelmsgymnasium de Munich en 1898 et apparaît comme acteur à Heidelberg pour la première fois dans la même année. Il joue de grandes figures de théâtre à Görlitz, Augsbourg et Munich.
Mayring est également très tôt metteur en scène de théâtre et réalisateur de films. Dans les années 1930, son travail principal est d'écrire des scénarios. Il est actif dans divers genres cinématographiques tels que les Heimatfilms, les comédies et les mélodrames. Peu avant la fin de la Seconde Guerre mondiale, il figure sur la Gottbegnadeten-Liste.
Après la guerre, il travaille à la Rundfunk Leipzig.

## Filmographie

### En tant que scénariste
- 1930 : Rosenmontag
- 1930 : Das gestohlene Gesicht
- 1931 : Die Schlacht von Bademünde
- 1931 : Meine Frau, die Hochstaplerin de Kurt Gerron
- 1931 : Das verlorene Paradies
- 1932 : Es wird schon wieder besser
- 1932 : Ein toller Einfall
- 1932 : Der schwarze Husar
- 1932 : Strich durch die Rechnung
- 1932 : Der weiße Dämon
- 1932 : Stupéfiants
- 1932 : Wenn die Liebe Mode macht
- 1933 : Rivaux de la piste
- 1933 : Heut' kommt's drauf an
- 1933 : Une idée folle
- 1933 : Wie werde ich energisch?
- 1933 : Ein gewisser Herr Gran
- 1933 : Unsichtbare Gegner
- 1933 : Un certain monsieur Grant
- 1933 : Des jungen Dessauers große Liebe
- 1933 : Le grand amour du jeune Dessauer
- 1933 : Der Störenfried
- 1934 : Rivalen der Luft
- 1934 : Die Freundin eines großen Mannes
- 1934 : Ein Mann will nach Deutschland
- 1934 : Schloß Hubertus
- 1934 : Lockvogel
- 1934 : Lottchens Geburtstag
- 1934 : Die kleinen Verwandten
- 1935 : Frischer Wind aus Kanada
- 1935 : Le Miroir aux alouettes
- 1935 : Endstation
- 1935 : L'Amour musicien
- 1935 : La Fille des marais
- 1935 : Der Mann mit der Pranke
- 1935 : Einer zuviel an Bord
- 1935 : Un homme de trop à bord
- 1935 : Der höhere Befehl
- 1935 : Jonny, haute-couture
- 1936 : Liebeserwachen
- 1936 : Sa bonne étoile
- 1936 : Ernte
- 1936 : Fahrerflucht
- 1937 : Le Démon de la danse (de)
- 1937 : Patriotes
- 1937 : Mutterlied
- 1937 : Tango Notturno
- 1937 : Der Schauspieldirektor
- 1938 : Die Umwege des schönen Karl
- 1938 : Pieux mensonge (Die fromme Lüge ) de Nunzio Malasomma
- 1938 : Die Moritat vom Biedermann
- 1938 : Andalusische Nächte
- 1938 : Eine Frau kommt in die Tropen
- 1938 : Geheimzeichen LB 17
- 1938 : Rote Orchideen
- 1938 : La nuit décisive
- 1938 : Träume sind Schäume
- 1938 : Ich sehe hell... ich sehe dunkel
- 1939 : Aufruhr in Damaskus
- 1938 : Ziel in den Wolken
- 1939 : Flucht ins Dunkel
- 1939 : Trafic au large
- 1939 : Maria Ilona
- 1940 : Donauschiffer
- 1940 : Les trois Codonas
- 1941 : Blutsbrüderschaft
- 1942 : Himmelhunde
- 1942 : Der verkaufte Großvater
- 1942 : Fünftausend Mark Belohnung
- 1942 : Der Hochtourist
- 1943 : Wenn die Sonne wieder scheint
- 1944 : Ein schöner Tag
- 1953 : Knall und Fall als Detektive

## En tant que réalisateur
- 1920 : Das Geheimnis des Buddha
- 1921 : Sklaven der Rache
- 1921 : Fremdenlegionär Kirsch
- 1922 : Das Geheimnis der grünen Villa
- 1930 : Das gestohlene Gesicht
- 1931 : Die Schlacht von Bademünde
- 1931 : Das verlorene Paradies
- 1933 : Wie werde ich energisch?
- 1934 : Ihr Trick
- 1934 : Schachmatt
- 1934 : Erstens kommt es anders
- 1939 : Trafic au large
- 1941 : Blutsbrüderschaft
- 1942 : Fünftausend Mark Belohnung
- 1944 : Ein schöner Tag
- 1945 : Wir seh'n uns wieder (de)
- 1949 : Münchnerinnen (de)

### En tant qu'acteur
- 1920 : Der Kampf um den Goldfund
- 1921 : Sklaven der Rache
- 1921 : Fremdenlegionär Kirsch
- 1922 : Das Geheimnis der grünen Villa
- 1923 : Lachendes Weinen
- 1930 : Leier und Schwert
- 1930 : Der Tanz geht weiter
- 1930 : Nuits viennoises (Viennese Nights) d'Alan Crosland
- 1931 : Le Démon des mers
- 1936 : Die Erbschaft
- 1937 : Mutterlied